# Réserve ornithologique d'Olsholmen

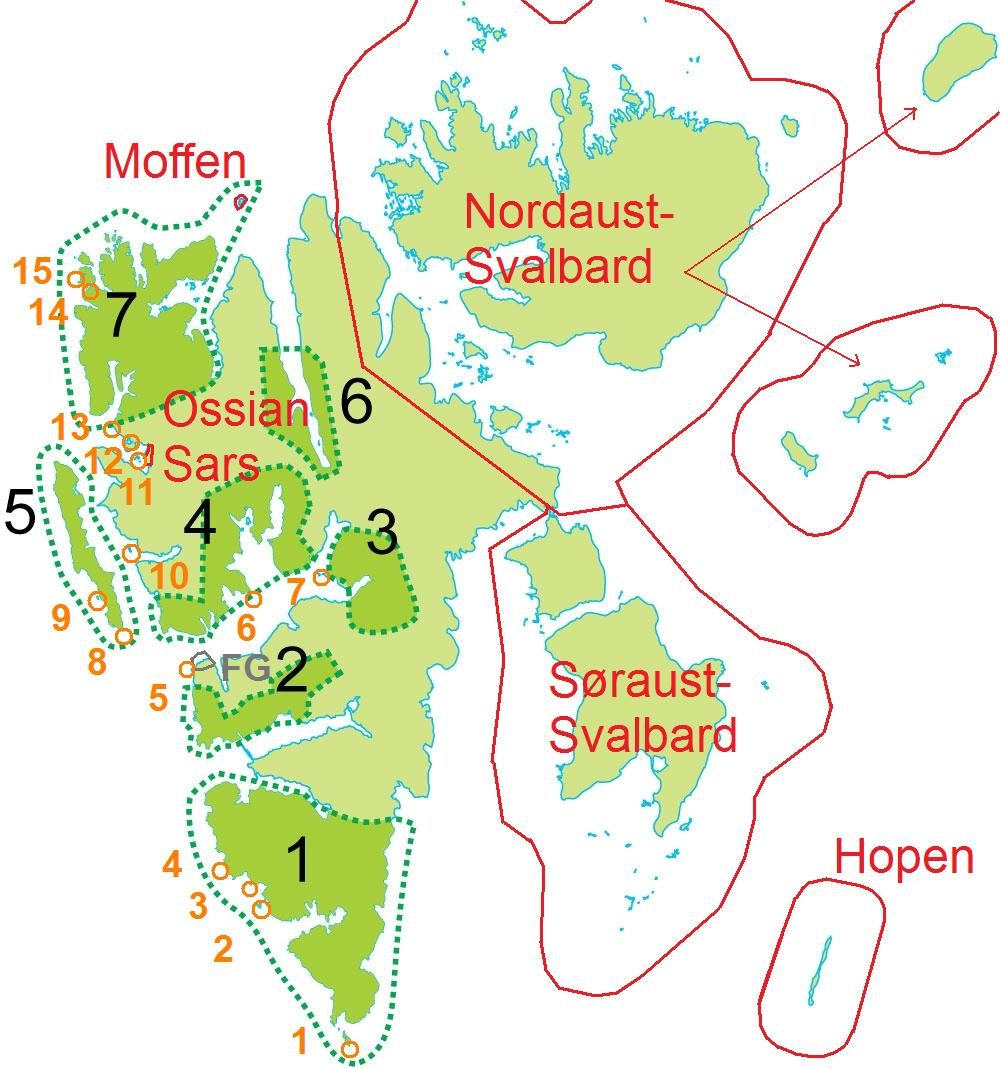
Carte des aires protégées au Svalbard, la réserve porte le numéro orange (4).

La réserve ornithologique d'Olsholmen est une réserve naturelle qui comprend Olsholmen, non loin du Kapp Berg, sur la côte sud-ouest dela  Terre de Wedel Jarlsberg au Spitzberg. La réserve a été créée par décret royal le 1er juin 1973 et possède une superficie de 0,461 km2 .
Il est interdit de s'approcher à 300 mètres de la réserve, et plus particulièrement à l'époque où les oiseaux sont en train de couver afin d'éviter que les parents ne soient effrayés et que des oiseaux de proie ou des renards ne prennent les œufs .